# Delicte de guant blanc

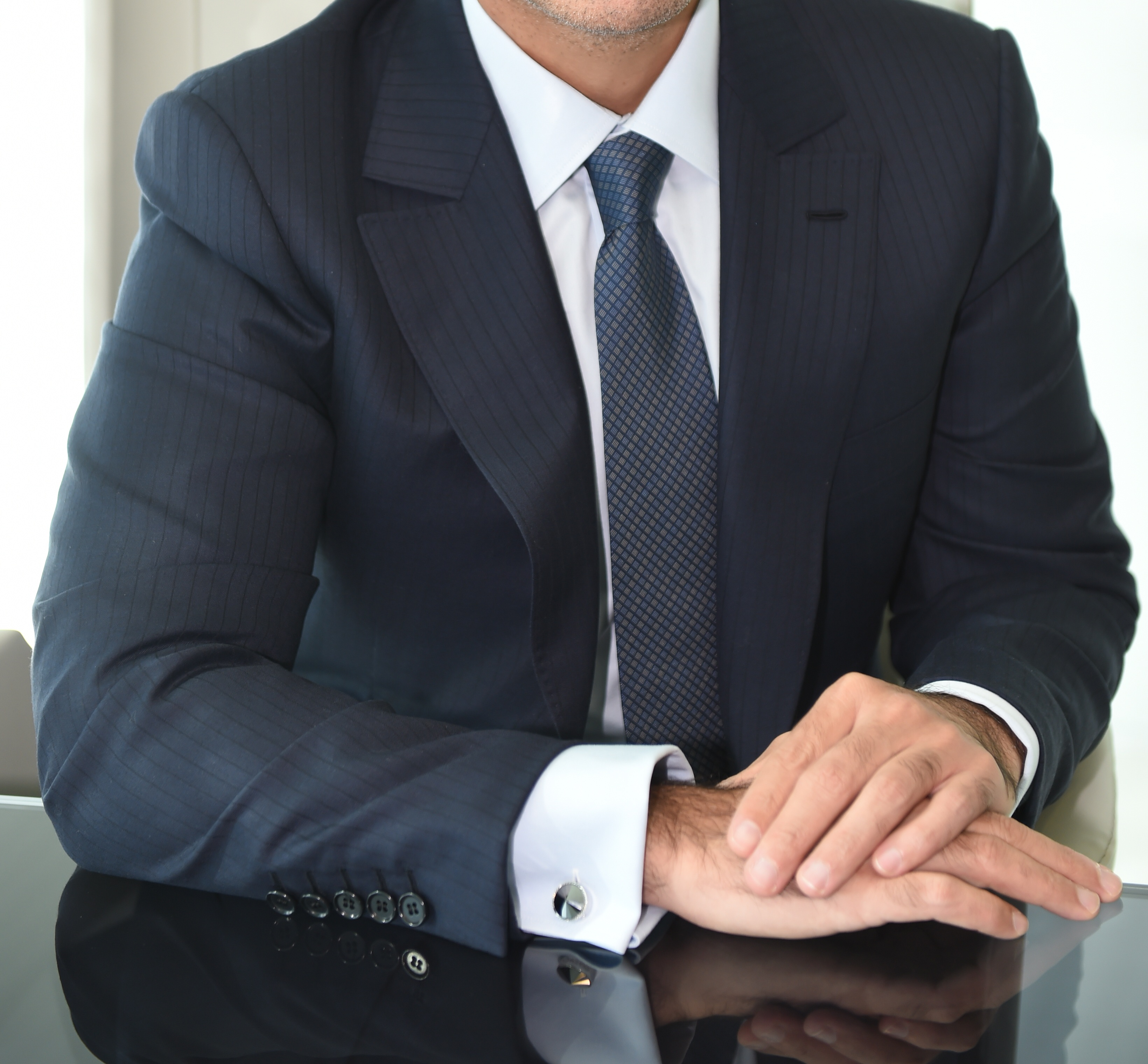
es defineix com a delinqüent de coll blanc aquell amb un elevat estatus socioeconòmic que viola les lleis dirigides a regular les seves activitats professionals

El delicte de guant blanc o de coll blanc (white collar crime) és una expressió col·loquial que fa referència a aquells delictes que es cometen sense tacar-se les mans (d’aquí la referència al color del guant). Són delictes que es cometen sense intimidació, amenaces, ús de la força o armes; mètodes violents. Es caracteritza, a més, perquè es realitza en l’àmbit professional. Es defineix al delinqüent de coll blanc com una persona amb elevat estatus microeconòmic que viola les lleis destinades a regular la seva activitat professional.
No suposa cap tipificació penal concreta, sinó que abasta diferents delictes i no sempre en totes les seves manifestacions. No obstant això, els delictes de guant blanc comparteixen com a característiques que són delictes contra el patrimoni de les persones i que solen tenir una certa sofisticació en el mètode emprat per cometre’ls. De fet, es produeix per part del delinqüent una especialització mitjançant l’aprenentatge de tècniques específiques de violar la llei juntament amb les situacions en les quals es podran usar aquestes tècniques. A més, aquesta ideologia s'alimenta amb tècniques de neutralització, de manera que el delinqüent es justifica a si mateix.
Exemple d’aquests delictes refinats típicament: el tràfic d’influències, el frau, el blanqueig de diners, el suborn, el buidatge d’empreses, la fallida fraudulenta, la malversació de fons econòmics; la delinqüència organitzada.

## Origen del delicte de «guant blanc»
El concepte de delicte de guant/coll blanc té la seva gènesi al mateix procés general que la resta de conductes delictives, a la teoria de l’associació diferencial de Sutherland, en què la conducta s'aprèn en associació amb aquells que defineixen aquesta conducta favorablement i en aïllament d’aquells que la defineixen desfavorablement i que una persona en una situació apropiada participarà d’aquesta conducta només quan les definicions favorables siguin superiors a les definicions desfavorables.

## Difusió de pràctiques il·legals
La difusió de pràctiques il·legals és el segon tipus d’evidència que el delicte de «coll blanc» és a causa de l’associació diferencial. Les formes comercials tenen com a objectiu els guanys màxims. Quan una signatura troba un mètode per augmentar els guanys, unes altres s'adonen del mètode i ho accepten. El procés de difusió serà considerat primer amb relació a la competència, i després en referència a altres relacions. Per exemple: com unes signatures estan fent promocions extravagants sobre els seus productes, hem de fer promocions extravagants amb els nostres. D’aquesta manera, la competència en la publicitat porta als participants a l'extrem, i quan una corporació viola la llei en aquest sentit, les altres corporacions fan el mateix. La conducta il·legal de les altres corporacions almenys sorgeix de l’associació diferencial.

## El guant blanc als medis
Els mitjans de comunicació de masses que contínuament defineixen violacions ordinàries del codi penal d’una manera molt crítica, però no fan el mateix amb els delictes de «coll blanc» per diferents raons: 1) els amos i administradors dels mitjans de comunicació posseeixen els mateixos estàndards que les persones que administren altres corporacions, 2) que aquestes agències deriven els seus ingressos principals de la publicitat d'altres corporacions i tendirien a perdre diners, i que 3) aquests mitjans de comunicació de masses de per si participen en delictes de «guant blanc» i sobretot en restricció del comerç, falsa representació publicitària i pràctiques laborals injustes. Així, els comerciants estan protegits de crítiques per part dels mitjans de comunicació.

## Nota
1. ↑  «TEORÍA DE LA ASOCIACIÓN DIFERENCIAL: SUTHERLAND Y LOS DELITOS DE CUELLO BLANCO.».
2. 1 2  Sutherland, Edwin H. El delito de cuello blanco (en trducción del ingés de rosa del olmo). Edición y prólogo de Fernando Álvarez Uría.  La Piqueta.